# Прыжок в Солнце
«Прыжок в Солнце» (англ. Sundiver) — дебютный научно-фантастический роман американского писателя Дэвида Брина, изданный в 1980 году. Роман начал наиболее успешный и известный цикл автора — «Сагу о Возвышении».

## Сюжет
После того, как люди обнаружили, что они не одиноки во вселенной, они пытаются проводить собственные исследования, не желая смириться с тем положением, которые им отводят другие расы. Не довольствуясь знаниями, которые можно узнать из Библиотеки — хранилища знаний с многомиллионной историей, люди посылают космический корабль для исследования загадочных обитателей фотосферы Солнца. Но большинство других рас не желают успеха людям, стараясь оставить их на самом низком месте в галактической иерархии. Представитель одной из рас, находящийся на корабле, организует саботаж.

## История создания и продолжения
Роман «Прыжок в Солнце» стал дебютом молодого автора и был хорошо принят читателями, положив начало очень успешному циклу — «Саге о Возвышении», ставшему визитной карточкой Дэвида Брина. Он был опубликован в мягкой обложке в феврале 1980 года издательством Bantam Books. В 1981 году роман был номинирован на премию «Локус». Но настоящий успех пришёл только после выхода второго романа цикла «Звёздный прилив», получившего все главные фантастические премии. После этого многие читатели открыли для себя и первый роман. Третий роман цикла, «Война за Возвышение», закрепил успех.
В 1990-е годы автор вернулся к этому циклу, написав ещё три романа, составившие вторую трилогию, однако повторить успех первой трилогии им не удалось.
Роман неоднократно переиздавался на английском языке и был переведён на многие другие языки.

## Награды и номинации
- Премия «Локус» за лучший научно-фантастический роман: 1981 год (номинация)

## Переводы

### На русском
На русском языке роман впервые был опубликован в 1995 году в переводе И. Алюкова. В этом переводе роман переиздавался в 2002 году.

### Переводы на другие языки
- На болгарском: «Потапяне в Слънцето», 2001.
- На испанском: «Solar navigator», 1993, 1994.
- На итальянском: «Spedizione Sundiver», 1980.
- На китайском: 太阳潜入者, 2011.
- На немецком: «Sonnentaucher», 2001.
- На польском: «Słoneczny nurek», 1995.
- На французском: «Jusqu'au coeur du soleil», 1980.